# 貝爾格萊德坎普 (佛羅里達州)
貝爾格萊德坎普（英語：Belle Glade Camp）是位於美國佛羅里達州棕櫚灘縣的一個人口普查指定地區。

## 地理
貝爾格萊德坎普的座標為26°39′35″N 80°40′57″W / 26.65972°N 80.68250°W，而該地最高點為海拔高度3米（即10英尺）。

## 人口
根據2010年美國人口普查的數據，貝爾格萊德坎普的面積為1.20平方千米，當中陸地面積為1.20平方千米，而水域面積為0.000平方千米。當地共有人口1141人，而人口密度為每平方千米950人。